# Glukozamin-1-fosfat N-acetiltransferaza
Glukozamin-1-fosfat -acetiltransferaza (EC 2.3.1.157) je enzim sa sistematskim imenom acetil-KoA:alfa-D-glukozamin-1-fosfat -acetiltransferaza. Ovaj enzim katalizuje sledeću hemijsku reakciju
acetil-KoA + alfa-D-glukozamin 1-fosfat {\displaystyle \rightleftharpoons } KoA + N-acetil-alfa-D-glukozamin 1-fosfat
Enzim iz nekoliko bakterija (npr., Escherichia coli, Bacillus subtilis i Hemophilus influenzae) je bifunkcionalan i takođe deluje kao enzim EC 2.7.7.23, UDP-N-acetilglukozaminska difosforilaza.

## Literatura
- Nicholas C. Price; Lewis Stevens (1999). Fundamentals of Enzymology: The Cell and Molecular Biology of Catalytic Proteins (Third изд.). USA: Oxford University Press. ISBN 019850229X.
- Eric J. Toone (2006). Advances in Enzymology and Related Areas of Molecular Biology, Protein Evolution (Volume 75 изд.). Wiley-Interscience. ISBN 0471205036.
- Branden C; Tooze J. Introduction to Protein Structure. New York, NY: Garland Publishing. ISBN 0-8153-2305-0.
- Irwin H. Segel. Enzyme Kinetics: Behavior and Analysis of Rapid Equilibrium and Steady-State Enzyme Systems (Book 44 изд.). Wiley Classics Library. ISBN 0471303097.

## Spoljašnje veze
- Glucosamine-1-phosphate+N-acetyltransferase на 